# Кнежевина Албанија (1328—1415)
Кнежевина Албанија (алб. Principata e Arbërisë) била је албанска кнежевина којом је владала династија Топија. Један од првих значајних владара био је Танусио Топија, који је био гроф од Мата од 1328. Кнежевина је мењала власт између династије Топија и династије Балшић, два пута пре 1392. године, када је Драч припојен Млетачкој републици.